# 川根本町立三ツ星小学校
川根本町立三ツ星小学校（かわねほんちょうりつ みつぼししょうがっこう）は、静岡県榛原郡川根本町上長尾にある公立小学校。

## 概要
- 本校は、町内学校再編により、中央・中川根第一・中川根南部の3小学校を統合して、2023年に開校[1]。さらに、学校再編により、2024年から、川根本町立中川根中学校と共に、義務教育学校三ツ星学園としてスタートを切った。

## 沿革
- 2023年（令和5年）
  - 4月1日 - 開校。
  - 4月12日 - 第1回入学式挙行。最初の新入生は20名[2]。
- 2024年（令和6年）
  - 3月21日 - 第1回卒業式挙行。最初の卒業生は27名[3]。
  - 4月1日 - 中川根中学校と共に、義務教育学校三ツ星学園としてスタート[4]。

## 通学区域
出典

### 普通学級
- 元藤川・徳山、水川(水川・尾呂久保・長野)、田野口、上長尾(上長尾・高郷・八中・梅島)、下長尾(高手山)、下長尾(下長尾・瀬平・久保尾)、久野脇(久野脇・三津間)、地名、下泉(小竹・塩郷・横郷)、壱町河内(壱町河内・文沢)

### 特別支援学級
- 元藤川・徳山、水川、田野口、上長尾、下長尾、下長尾、久野脇、地名、下泉、壱町河内

## 周辺
- 川根本町立中川根中学校 - 同一敷地内。
- 静岡県警島田警察署上長尾警察官駐在所 - 川根本町道をはさんで、敷地が隣接。
- 長尾川
- 大井川 - 長尾川は本川に注ぐ。
- 国道362号線
- 川根本町役場

## アクセス
- 川根本町営バス「千頭・家山線」で、「中川根中学校前」バス停より、小学校正門まで、
  - 千頭駅行のりばから、徒歩約40m・約1分。
  - 家山駅行のりばから、徒歩約95m・約1分（直線距離は約40mほどだが、国道と町道の交差点にある横断歩道を経由する必要があるため、2倍以上の距離となる）。